# La Nueva Generación
La Nueva Generación fue un festival de música alternativa que se realizó entre 2016 y 2022 en la ciudad de Córdoba y en 2018 en la ciudad de Montevideo. La revista Billboard lo describió como "un festival abierto que fomenta la participación del público, promueve la diversidad y el diálogo, incrementa la creatividad e invita a que todos sean protagonistas de un evento dinámico".
El festival también contaba con conferencias, workshops, ferias, tatuajes, entre otros entretenimientos.

## Historia
Los primeros pasos del festival se remontan al "Festival Geiser" de 2014, fundado por Eric Davies y organizado en conjunto con Geiser Discos y Club Paraguay, en el cual participaron bandas como Indios, Barco, Carca, Hipnótica y Francisca y los Exploradores. Se realizó en Club Paraguay, tras tener una edición unos días antes en la ciudad de Mendoza y posteriormente en Villa María.
La primera edición con el nombre actual fue en 2016, cuando se realizó el primer Festival La Nueva Generación en la misma locación que el anterior Festival Geiser. La cartelera fue encabezada por Indios, Telescopios y Jvlian.
En 2017 y 2018 se repitió con mayor éxito en el Castillo del Jockey. Artistas como Marilina Bertoldi y Perras on the Beach fueron el centro de la escena. Ese mismo año, se realizó una "edición otoño" extra y por primera vez una edición en Montevideo, Uruguay.
La edición de 2019, que tuvo lugar en el Predio Ferial, llevó entre los dos días a 30.000 personas, consagrándose así entre los festivales más importantes del país.
Posteriormente, la pandemia de COVID-19 impidió la realización del festival en los años 2020 y 2021. La edición de 2022 llegaba encabezada por los ya consagrados Marilina Bertoldi, Wos y Dillom. Esta edición se suspendió "por las condiciones climáticas" momentos después de la apertura de puertas. Inicialmente postergado para el feriado del lunes siguiente, se decidió aplazar para el 2023. Esta edición nunca se llevó a cabo y, luego de las críticas en redes sociales, se decidió suspender indefinidamente el festival.

## Ediciones

### 2016
| - Indios - Telescopios - Jvlian - Jean Jaurez | - Bandalos Chinos - Les Mentettes - Nina - Hipnótica | - Perras on the Beach - Valdés - Francisca y los Exploradores |

### 2017
| - Él Mató a un Policía Motorizado - Marilina Bertoldi - Perras on the Beach - Louta - Bandalos Chinos - Hipnótica - Valdés | - De la Rivera - Juan Ingaramo - Francisca y los Exploradores - Las Ligas Menores - El Zar - The Reverend Sons Of - Paulo Londra | - Telescopios - Nina - Un Buscador - Salvapantallas - MKRNI |

### 2018 otoño
| - Louta - Cosmo Pyke - Babasónicos | - Indios - Marilina Bertoldi - Las Ligas Menores | - Telescopios - Jorge a Marte - La Farolera |

### 2018
| - Los Espíritus - Nathy Peluso - El Kuelgue - Emmanuel Horvilleur - Marilina Bertoldi - Louta - Juan Ingaramo - Erlend Øye y La Comitiva | - Perras on the Beach - Indios - Francisca y les Exploradores - Lo Pibitos - Hipnótica - Salvapantallas - Morbo y Mambo - Valdés | - Un Planeta - Telescopios - Conociendo Rusia - Dakillah - Ca7riel - USV - She Teiks - Chita |

### 2019
| - Babasónicos - Duki - Wos - Usted Señalemelo - El Kuelgue - Ca7riel y Paco Amoroso - Miss Bolivia - Dante Spinetta - Indios - Nicki Nicole - The Whitest Boy Alive - Juan Ingaramo - Salvapantallas - Juan Mango - Gativideo - Bandalos Chinos | - Conociendo Rusia - Chita - Hipnótica - Acru - Ainda Duo - Malena Villa - El Zar - Bizarrap - Kiddo Toto - 1915 - Neoseñoras - She Teiks - Florian - Arquero - Peces Raros - Dillom - Muerejoven | - Saramalacara - Taichu - Oddmami - Quentin - Carrey - Flu Os - Emme - Six Sex - Lara 91k - Html - Huevo - Bimbo & Custodio - Lxs Familia - Eli Almic - Crewrod - Chacal y los Alpes Floreados - Fiesta Bresh |

### 2022 (cancelada)
| - Wos - Dillom - Marilina Bertoldi - Ca7riel y Paco Amoroso - Acru - Conociendo Rusia - Zoe Gotusso - Él Mató a un Policía Motorizado - Nafta - Peces Raros - Lara 91k | - Taichu - El Doctor - Clara Cava - Silvestre y La Naranja - Doppel Gangs - Catnapp - Franzizca - Six Sex - Juicy BAE - Ronpe99 - 3AM | - Moloko - Zenon Pereyra - Rayos Láser - An Espil - Abril Olivera - La Lou - Terapia - Melanie Williams - Elmalamia - Leon Cordero - Fiesta Katana |